# Mika (chanteur)
Pour les articles homonymes, voir Mika.
Michael Holbrook Penniman Jr., dit Mika, est un auteur-compositeur-interprète, musicien et acteur libano-américano-britannique, né le 18 août 1983 à Beyrouth (Liban).
Son premier album Life in Cartoon Motion (2007) est certifié disque de diamant en France avec plus de 1 400 000 exemplaires écoulés et  sera l'album le plus vendu en 2007. Dans le monde, il se vendra à 5,5 millions d'exemplaires. Son deuxième album, The Boy Who Knew Too Much (2009), se vend à près de 400 000 exemplaires en France. Cet album lui permet de recevoir le triple disque de platine.
En 2011, il sort le single Elle me dit. Le titre est un nouveau succès. Il est extrait de son album suivant, et est chanté en français, une première pour Mika. En septembre 2012, il fait son retour avec son troisième album intitulé The Origin of Love. En 2012, l'album est certifié disque de platine en France.[réf. nécessaire] Son quatrième album, No Place in Heaven, sort en 2015, avec quatre pistes en français ; l’année suivante, celui-ci est certifié disque de platine en France et disque de platine en Italie.[réf. nécessaire]
En 2019 sort son cinquième album, My Name Is Michael Holbrook.
De 2016 à 2018, il présente son propre programme en Italie Stasera casa Mika. À partir de 2014, il est l'un des coaches de l'émission de télévision The Voice France et amène Kendji Girac à la victoire la même année. Il participe aussi à la révélation des Fréro Delavega et des Arcadian. Il quitte l’émission à la fin de la saison 8 en 2019, et revient en 2021 pour une saison All-stars, puis en 2024 pour la saison 13. Il est également coach dans la version italienne de X Factor, en 2013, 2014, 2015, 2020 et 2021.
Le diffuseur italien Rai le choisit pour présenter l'Eurovision 2022, qui se déroule à Turin les 10, 12 et 14 mai avec Alessandro Cattelan et Laura Pausini.

## Biographie

### Jeunesse et débuts (1983 - 2005)
Né à Beyrouth le 18 août 1983 d'une mère libanaise (née aux États-Unis et dont le père est syrien, originaire de Damas) et d'un père américain (né à Jérusalem),, Michael Holbrook Penniman Junior a un an lorsque sa famille quitte le Liban pour Paris, où il va à l'école maternelle. Il vit dans la capitale française pendant 8 ans et ensuite part vivre à Londres, au Royaume-Uni. Mika a deux sœurs aînées, Yasmine (DaWack) et Paloma. Il a également une sœur plus jeune, Zuleika et un frère plus jeune, Fortuné. Yasmine l'aide avec le visuel de ses œuvres (c'est elle qui a dessiné les pochettes de ses albums Life in Cartoon Motion et The Boy Who Knew Too Much).
Lorsqu'il avait huit ans, son père a été retenu à l'ambassade des États-Unis au Koweït pour des raisons de sécurité, pendant sept mois, au tout début de la Guerre du Golfe,. Lorsqu'ils ont déménagé à Londres, il est passé d'un petit établissement scolaire à une énorme institution. C'est alors que Mika s'est enfermé dans le silence et a souffert de problèmes de dyslexie.
Mika a été victime de harcèlement scolaire. Il a déclaré : « J'aimerais bien dire que je n'ai pas de cicatrices, mais ce serait un mensonge. Une professeure avait décidé que c'était moi qu'elle allait harceler, j'étais mis sur une chaise, où je devais attendre pendant une heure, deux heures, sans bouger. Je demandais à aller aux toilettes, je n'avais pas le droit. Et je faisais pipi sur ma chaise. Dans un autre établissement, c'était mes camarades qui m'appelaient le Libanais, le pédé ; ils me lançaient des canettes, des cailloux que je recevais dans la tête. J'ai développé des troubles très sévères de l'apprentissage : je ne parlais plus, je n'écrivais plus, je lisais très mal. »
Il a rencontré beaucoup de difficultés en particulier à l’âge de 11 ans et il a été déscolarisé sur décision de sa mère pendant une période de 6 à 8 mois.
C'est après avoir écouté Heart-Shaped Box de Nirvana qu'il écrit sa première musique, Colère, qu'il décrit comme une pièce instrumentale jouée au piano, et se découvre sa passion pour l'opéra.
Mika a étudié au lycée français Charles-de-Gaulle, il a été à la Westminster School, puis à la St Philips School de Kensington. À 19 ans, il a obtenu une place à la London School of Economics, qu'il a choisi finalement de ne pas fréquenter. Il est parvenu à intégrer le Royal College of Music, qu'il a quitté pour une carrière solo.
Il a adressé des bandes de démonstration à plusieurs maisons de disques. On lui a répondu qu'il avait du talent mais qu'il était trop différent, ce qui ne le découragea pas. L'une d'elles lui a demandé de chanter à la manière de Robbie Williams ou de Craig David ; Mika a refusé et a écrit une chanson contre cette société, dont le refrain est une citation du Mariage de Figaro. Il déclare : « Vous voulez que je sois Craig David, je vais être Grace Kelly au lieu de ça et on verra toujours si vous voulez me faire un contrat ». Et d'ajouter : « Ils ont lu les paroles et quand ils sont arrivés à la ligne qui dit « Est-ce que je dois paraître plus vieux, est-ce que je dois me mettre à genoux juste pour être sur votre étagère ? », ils ont décidé de ne pas me rappeler ».
Mika est arrivé ensuite dans une petite maison de disques qui a fait faillite, il a donné l'album et a dit : « Maintenant, pressez Play ».
Pour Mika, ses influences semblent ailleurs comme il le dit : « J'ai grandi en écoutant beaucoup de choses, de Joan Baez à Dylan, de Serge Gainsbourg à de la musique flamenco. Avec l'âge, mes goûts sont devenus plus éclectiques mais je retourne toujours aux auteurs géniaux comme Prince, Queen, Elton John ou Michael Jackson. »

### Révélation internationale (2007 - 2008)

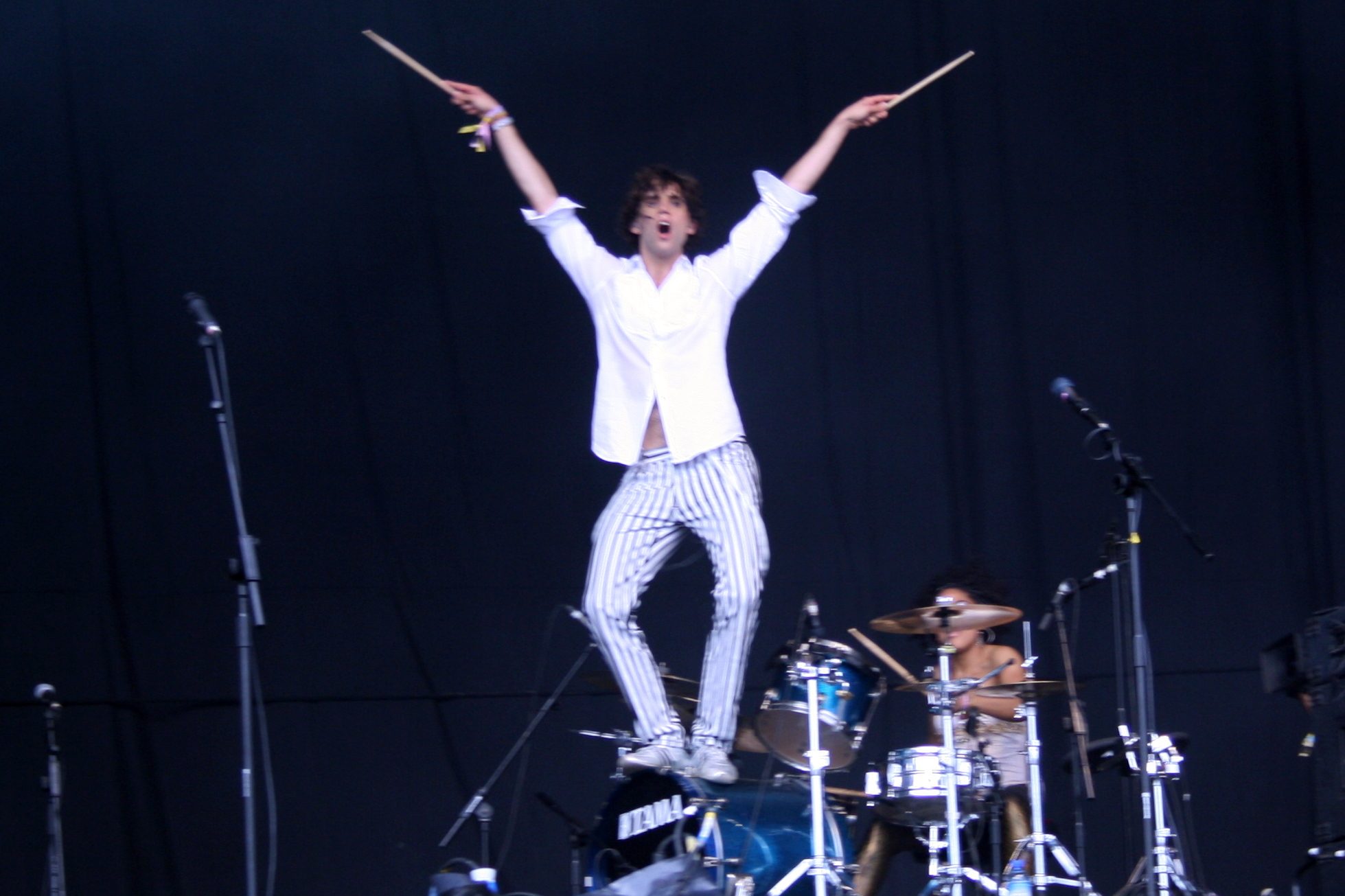
Mika, le 24 juin 2007 au Festival de Glastonbury.

Le nom de scène Mika est, en Belgique, déjà utilisé par la chanteuse de reggae Sophie Michalakoudis depuis 1984. Ce nom est par ailleurs déposé à la Société belge des auteurs, compositeurs et éditeurs, depuis 1986. Ce nom est également déposé par cette même chanteuse à l'office des marques et brevets de La Haye depuis plusieurs années.
Rapidement accusée de vouloir tirer un profit financier de la célébrité de son homonyme masculin, Sophie Michalakoudis n'a jamais réclamé de dommages et indemnités. Craignant cependant un préjudice grave pour sa carrière, elle intente une action en cassation « pour l’organisation du concert d’un artiste utilisant un nom sur lequel il ne possède pas l'antériorité » auprès de la salle de concert où doit se produire l'autre Mika
Après l'échec de l'action qu'elle avait intentée en 2007 devant le tribunal de commerce, les défendeurs lui réclament 30 000 euros pour « procédure téméraire et vexatoire ». Mais leur demande n’est pas satisfaite et, en juin 2008, le tribunal de commerce condamne la chanteuse belge à payer 1 200 euros à la salle bruxelloise de Forest-National au titre d’indemnité de procédure.
Les débuts professionnels de « Mika » (par souci d'esthétisme, et pour des raisons marketing, le « k » est rapidement substitué au « c ») dans la musique sont éclectiques. Il participe à des concerts de musique classique au Royal Opera House de Londres, écrit des musiques d'ambiance pour les vols de British Airways ou encore compose la musique d'une publicité pour des chewing-gums.
Ses premiers passages à la radio datent de septembre 2006 et de janvier 2007, sur la BBC Radio 2. Alors qu'on dit de sa tessiture qu'elle couvre 4 octaves, il affirme qu'elle est en réalité plus proche de 3 octaves et demie.
Après avoir signé avec le label Casablanca Records, Mika enregistre un premier single Relax, Take It Easy, une version de sept minutes, disponible uniquement en téléchargement, sortie en Angleterre en 2006.
La mélodie de (I Just) Died in Your Arms de Cutting Crew y est incluse, ainsi que l'introduction et la mélodie du fameux Spacer de Sheila & B.Devotion. Il est suivi d'un maxi Dodgy Holiday disponible uniquement en téléchargement qui contient plusieurs extraits studio et live de son premier album Life in Cartoon Motion ; le magasin de musique iTunes Store a mis gratuitement à disposition, pendant une semaine, le titre Billy Brown, qui paraîtra par la suite sur son album.
La sortie de l'album est précédée, en janvier 2007, d'un second single Grace Kelly, disponible uniquement en téléchargement et distribué par Universal Music. Grace Kelly est le premier succès de Mika et occupe la première place des classements musicaux en Angleterre. Un CD de 12 minutes et une édition limitée (sept minutes) sont distribués le 29 janvier 2007, sur lesquels sont inclus des remixes de Tom Neville, Bimbo Jones, Linus Loves et Pull Tiger Tail.
Life in Cartoon Motion, produit et mixé par Greg Wells à Los Angeles, sort en février 2007. Cet album a pour thème principal la transition de l'adolescence à l'âge adulte. Cet album traite également de sujets « difficiles » : l'homosexualité (dans Billy Brown, le protagoniste principal a une aventure avec un homosexuel), les discriminations sur les personnes fortes (dans Big Girl (You Are Beautiful), notamment, musique inspirée par un bar américain, le Butterfly Lounge, bar étant réservé aux « gros »)...
Durant l'année 2007, l'album s'imposa un peu partout en Europe. Il devint notamment numéro un en Angleterre, en France, en Belgique et en Suisse. Il fut soutenu par plusieurs singles dont la ré-édition de Relax, Take it Easy, Love Today et Big Girl (You Are Beautiful). Il termine en tête des ventes annuelles d'album en France en 2007 et est certifié disque de diamant.
La chanson Relax, Take It Easy sert de coming-next à l'émission de Canal+ Le Grand Journal du 8 au 19 janvier 2007. Elle sert également de chanson d'ouverture du Village Départ du Tour de France 2007, et est ainsi devenue le tube de l'été 2007 pour les suiveurs du Tour de France.
Du 12 au 16 février 2007, c'est la chanson Grace Kelly qui sert de coming-next à l'émission de Canal+ Le Grand Journal.
En juin 2007, Mika entame sa tournée aux États-Unis et au Canada, accompagné de Sara Bareilles et de Natalia. En septembre 2007, Mika entame sa tournée européenne, le Dodgy Holiday Tour. Le 10 octobre, il est à Lille, en France, le 17 novembre, il commence la partie de sa tournée au Royaume-Uni, accompagné de Palladium.
Une autre tournée est entamée en janvier 2008 en Amérique du Nord où il est accompagné de The Midway State, qui continue en février avec un arrêt à Los Angeles pour la 50e édition des Grammy Awards.
Le 4 juillet 2008, Mika a donné un concert unique au Parc des Princes de Paris devant plus de cinquante-cinq mille fans.
Un décor, une mise en scène et une réorchestration de certains titres ont été imaginés pour ce concert. Mika y a d'ailleurs interprété le tube planétaire Grace Kelly en français, traduit par le chanteur Doriand. Il a fait également un concert au vélodrome d'Arcachon le 14 juillet 2008, ainsi qu'à La Rochelle le 16 juillet dans le cadre du festival des Francofolies.
En juin 2009, Mika a effectué une tournée européenne, pour la promotion de son nouvel EP, Songs for Sorrow, qui contient quatre chansons inédites. Il s'est produit notamment en France, les 11 et 12 juin 2009 au Cirque d'Hiver Bouglione de Paris.

### The Boy Who Knew Too Much(2009 - 2011)

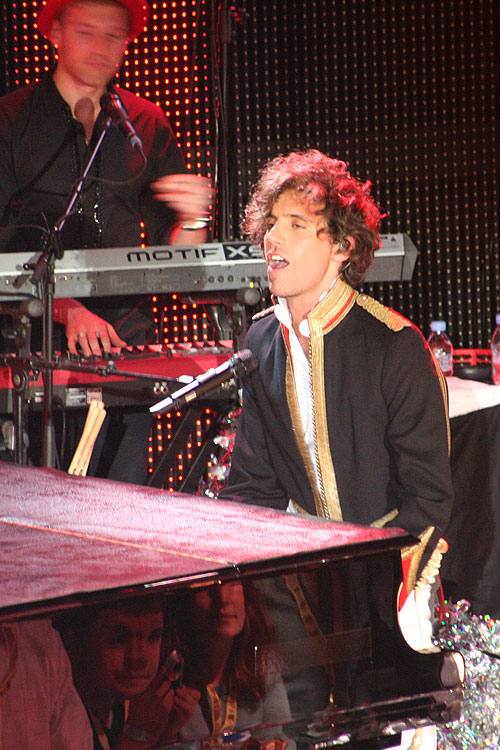
Mika en 2009.

Son deuxième opus, intitulé The Boy Who Knew Too Much, sort le 18 septembre 2009. Le premier extrait de cet album est We Are Golden, suivi de Rain puis Blame It on the Girls. La tournée s'appelle l'Imaginarium Tour, et le spectacle 1955.
La tournée a commencé fin 2009, et s’est terminé à la fin de l'année suivante. Le chanteur réalise une tournée en France en 2010, notamment à Paris-Bercy, aux Eurockéennes de Belfort, au Festival de Nîmes, au Festival des Vieilles Charrues, au Festival de Carcassonne, au Festival Beauregard, à Hérouville-Saint-Clair près de Caen, et finalement le 15 août 2010 à la Foire aux vins de Colmar où il remplit les salles. Le 6 décembre 2010, sa statue au Musée Grévin à Paris est inaugurée.
Mika enregistre une chanson pour la bande-originale du film Kick-Ass (sorti le 16 avril 2010) du même nom qui lui servira de single.
Le 26 avril 2010 le jour de sa première à Bercy, la station de radio Europe 1 lui consacre une journée spéciale. Il est présent toute la journée, non seulement en tant qu'invité mais aussi en tant que chroniqueur et présentateur, dans diverses émissions.
Mika a fait de nombreux concerts et festivals en 2011 dans toute l'Europe et en Asie, dont la seule date française de 2011 a été à Compiègne le 9 juillet.
Il a chanté au Paléo Festival Nyon, en Suisse, le samedi 23 juillet 2011, pour remplacer Amy Winehouse, celle-ci s'étant déprogrammée quelques semaines avant pour raisons de santé. Elle est décédée le jour même et Mika lui a dédié ce concert.

### Troisième opus et diverses participations (2012 - 2015)
Le 17 septembre 2012, Mika sort son troisième album, The Origin of Love, pour lequel une collaboration de longue durée commencera avec son bassiste, et désormais ami Max Taylor[source secondaire souhaitée]. L'album contient quatre titres en français (Elle me dit, Karen, L'amour dans le mauvais temps et Un Soleil Mal Luné), les autres étant en anglais.
En 2013, il participe au concert, ainsi qu'à l'enregistrement du single des Enfoirés. Il participe également au septième prime de Star Academy en janvier 2013.
Mika fait partie du jury de la version italienne de X Factor pour sa septième saison. Il rejoint ensuite le jury de The Voice pour la troisième saison française diffusée début 2014, où il remplace Louis Bertignac. Ses performances lors de cette émission sont saluées par les médias français,. Il remporte cette troisième saison avec Kendji Girac.
Toujours en 2013, Mika collabore avec la marque de prêt-à-porter belge JBC, et dessine une collection de vêtements pour femmes, hommes et enfants. Au printemps 2013, Mika s'associe à la marque de bière San Miguel et sort en juin le nouveau single, Live your Life, utilisé pour la campagne de promotion de la boisson.
Le 11 juin 2014, Mika révèle la première chanson de son futur album : Boum Boum Boum. Ce titre raconte les amours et semble refléter le désir pour le chanteur d'affirmer son homosexualité et de prendre position au sujet du mariage pour tous,. Mika est le chanteur le plus recherché sur Google en France durant l'année 2014. Il est également la neuvième personnalité, toutes catégories confondues, la plus recherchée sur ce même moteur de recherche,. Le 11 décembre 2014, lors de la finale de X Factor Italie, Mika révèle un premier extrait de son prochain album. Il chante un medley associant un extrait d'une nouvelle chanson, Good Guys, ainsi qu'un extrait de sa chanson Happy Ending. Les bénéfices des ventes de ce medley sont destinés à l'Unicef,.

### No Place in Heaven(2015 - 2018)

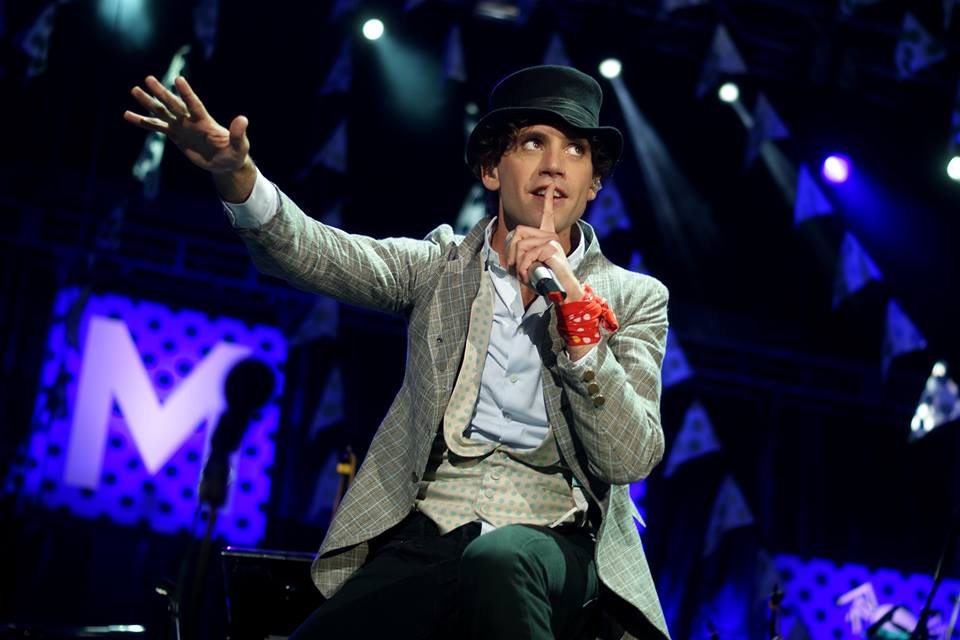
Mika en 2013.

En février 2015, Mika se produit pour la première fois avec l'orchestre de la Maison Symphonique de Montréal sous la direction du chef d'orchestre Simon Leclerc pour trois spectacles à la Maison Symphonique de Montréal,. La captation du spectacle parait sur l'album Mika et l'orchestre symphonique de Montréal. À l'occasion de la célébration de son trentième anniversaire, l'entreprise Swatch s'associe au chanteur pour la conception de deux montres, qui s'inspirent directement des masques tribaux africains. C'est à Venise que la collection de montres Mika 4 Swatch dessinée par Mika et sa sœur Yasmine est dévoilée.
Le 15 juin 2015, Mika sort le quatrième album, No Place in Heaven. Celui-ci contient les titres Boum Boum Boum, Talk About You, Last Party et Good Guys. Talk About You est rapidement accusé d'être un plagiat de la chanson Sarà perché ti amo du groupe italien Ricchi e Poveri. Il ne cache rien de tout cela et indique avoir été simplement influencé par cette chanson. S'en étant rendu compte, un accord financier est réalisé avec le groupe italien et leurs noms sont crédités sur la pochette du single. Dans cet album, Mika sort un titre anglais Hurts, dénonçant le harcèlement scolaire, qu'il reprendra aussi en italien avec le rappeur Fedez.
Il enchaîne alors une tournée en France et à l'étranger.
En décembre 2015, il participe à sa dernière finale de la X Factor Italie et quitte le jury à l’issue de la saison 9.

### My Name is Michael Holbrook(2019-2020)
Le 31 mai 2019, Mika annonce son cinquième album avec un premier single Ice Cream, puis avec Tiny Love, le 16 août 2019, et avec Sanremo le 6 septembre 2019.
L'album My Name Is Michael Holbrook paraît le 4 octobre 2019, il est accompagné du clip de Sanremo.
La promotion de l'album en Amérique du Nord a lieu en septembre 2019, avec le Tiny Love Tiny Tour, qui passe dans de petites salles à New York, Montréal, San Francisco, Los Angeles et Mexico. En octobre 2019, il reçoit le Music Award lors des Virgin Atlantic Attitude Awards, organisés à Londres. Le jury reconnaît qu' « après avoir combattu l'homophobie au début de sa carrière pop, Mika fait maintenant une musique « queer » sans vergogne qui traite également de sa douleur passée ».
Parallèlement à la commercialisation de son album, Mika fait paraître plusieurs singles comme Domani, la version italienne de la chanson Tomorrow, traduite par l'auteur-compositeur Davide Petrella. Il présente cette nouvelle chanson le 17 octobre 2019, durant l'émission Domenica In sur la Rai 1.
La tournée mondiale Revelation Tour est organisée à partir de novembre 2019, allant de l'Europe à l'Océanie, en passant par le Japon et la Corée du Sud, puis l'Amérique latine et les États-Unis.
Le 31 janvier 2020, Mika publie en exclusivité sur les plateformes de streaming musical l'album live de sa tournée, intitulé Live from Brooklyn Steel, enregistré le 19 septembre 2019 dans la salle New-yorkaise du même nom.

### Crise du coronavirus et Eurovision (2020-2022)
Le contexte sanitaire lié à la crise du coronavirus interrompt cette tournée en mars 2020, après les dates prévues en Europe, Australie, Nouvelle-Zélande et Nouvelle-Calédonie,.
Ses dates de concert ayant été annulées à cause de la Covid-19, comme celles de beaucoup d'artistes musicaux, Mika donne rendez-vous à ses abonnés Instagram intitulé Cooking with Mika. La série, de trois épisodes, consiste en un échange en direct dans lequel le chanteur cuisine et écoute ses chansons préférées. Mika explique durant la première émission que« Pour moi, rester à la maison a toujours été synonyme de faire la cuisine et écouter de la musique. Mais ces deux choses là sont encore meilleures lorsqu'elles sont partagées. (...) Nous n’avons pas la possibilité d’être ensemble physiquement, mais nous pouvons le faire autrement. »
Le 25 août 2020, Mika sort en duo avec le chanteur italien Michel Bravi une reprise contemporaine de la chanson Bella d'estate de Mango.
Et le 28 août, est diffusé un second single, Le Cœur Holiday, un duo en français avec le rappeur Soprano qui s'enrichira d'un clip tout en animation le 10 septembre 2020.
Le 19 septembre, Mika organise un concert caritatif intitulé I love Beirut, qui permet de récolter un million d'euros pour le Liban.
En septembre 2020, après avoir été absent pendant quatre saisons de l'émission X Factor Italie, Mika reprend son rôle de coach pour la quatorzième saison du programme.
Le 16 décembre 2020, devant un public restreint et masqué, le chanteur enregistre à l'Opéra Royal de Versailles un concert symphonique dans lequel il reprend ses plus grands tubes ainsi que les certains morceaux de son dernier album My Name Is Michael Holbrook. Mika y est accompagné par l'Orchestre baroque de l'Opéra Royal dirigé par Stefan Plewniak et par d'imminents musiciens classiques comme le violoncelliste Gauthier Capuçon, le contre-ténor Jakub Józef Orliński, la soprano Ida Falk-Winland, le guitariste Thibaut Garcia et le chœur Gospel pour 100 voix. Le concert a droit à une captation vidéo diffusée le 3 février 2021 sur la chaîne Culturebox, ainsi qu'un album live diffusé le 19 février sur les plateformes de streaming : À l'Opéra Royal de Versailles.
Le 31 décembre 2020, pour le passage à 2021, France 2 proposait une soirée de gala animée par Stéphane Bern depuis le château de Versailles. A minuit, dans l'enceinte du château, un ballet de drones lumineux et un feu d'artifice étaient accompagnés par un récital de Mika au piano .
En mars 2021, il annonce travailler sur un sixième album dans lequel il voudrait « explorer d'autres territoires ».
Parallèlement il apparaît dans diverses émissions de télé-crochets : Mika devient le directeur artistique de la sixième saison de l'émission canadienne Star Académie diffusée à partir de février 2021 sur la chaîne TVA. À partir de septembre 2021, on le retrouve également comme juré dans The Voice All Stars (France), et dans la quinzième saison d'X Factor Italie.
Il se produit les 23 et 24 octobre 2021 à La Philharmonie de Paris accompagné de l'Orchestre national d'Île-de-France et du chœur Stella Maris, sous la direction du chef québécois Simon Leclerc qui a arrangé les chansons de Mika en version symphonique
En avril 2022, il organise une tournée nord-américaine, passant par Boston, New-York, Toronto, Montréal, La Baie et Québec.
Il présente également le Concours Eurovision de la chanson 2022 en direct de Turin les 10, 12 et 14 mai 2022 avec Alessandro Cattelan et Laura Pausini.
Le 13 mai 2022, sort un nouveau titre intitulé Yo Yo. Le clip est dévoilé le 10 juin. Dans la foulée, Mika annonce la sortie prochaine de deux nouveaux albums (dont un entièrement en français prévu initialement pour fin 2022). Il annonce aussi travailler sur la bande originale d'un film.

### Depuis 2023: Bande originale etQue ta tête fleurisse toujours.
Le 20 janvier 2023, Mika collabore avec Vianney sur le single Keep It Simple. Après l'avoir interprété au Gala des Pièces Jaunes 2023, le clip sort le 6 mars 2023.
Mika dévoile le 3 février 2023 la bande originale qu'il a composé pour le film Zodi et Téhu, frères du désert. Avec presque une heure de musique originale et deux chansons, il est accompagné par près de 160 musiciens et réalise alors l'un de ses rêves d'enfance.
Le 19 mai 2023, il fait un retour express dans The Voice France en devenant un « Super Coach » le temps d'une soirée.
Après l'avoir dévoilé lors des Francofolies de Spa le 20 juillet 2023, il sort le 1er septembre le single C'est la vie, qui annonce la sortie prochaine d'un nouvel album. Il sera bientôt suivi des singles Apocalypse Calypso le 20 octobre, puis Jane Birkin le 17 novembre.
Le 28 octobre 2023, il performe à l'occasion du show d'avant-match de la Coupe du monde de rugby à XV 2023.
Le 1er décembre 2023, paraît l'album Que ta tête fleurisse toujours, chanté intégralement en français. Pour le réaliser, il s'entoure de deux co-auteurs, Doriand et Carla de Coignac, et de producteurs de la scène française comme Renaud Rebillaud et Marsō. Le titre de l'album est un hommage à sa mère, décédée en février 2021, qui lui a laissé ce message avec un dessin avant de partir.
Le spectacle Apocalypse Calypso Tour, en soutien à son album français : Que ta tête fleurisse toujours, débute à Clermont-Ferrand en France le 26 février et se poursuit jusqu'en avril. Mika a également annoncé qu'il se produira tout au long de l’année 2024, avec des escales en France, en Belgique, en Espagne, en Grèce, au Royaume-Uni et en Italie.
En complément, Mika fait son retour comme coach dans The Voice pour la saison 13.

## Engagement humanitaire et social
En 2010, Mika dessine avec sa sœur Yasmine une bouteille aluminium 25 cl de Coca-Cola nommée Happiness Bottle. La totalité de son cachet est versée au programme adolescents mené par la fondation Hôpitaux de Paris-Hôpitaux de France,. En mai 2013, Mika participe en tant que tête d'affiche au concert organisé place de la Bastille à Paris pour la célébration de la loi ouvrant le mariage aux couples de personnes de même sexe.
En 2014, il participe à la campagne de sensibilisation pour aider la recherche contre les cancers spécifiques des enfants,. Il exprime également son soutien à Médecins sans frontières dans la lutte contre le virus Ebola. Il dessine une des neuf cartes de Noël vendues en Italie dans le cadre d'un projet caritatif en faveur de l'association européenne de recherche pour la chirurgie des cancers (ARECO) ; le dessin original a également été vendu aux enchères en faveur de la même association,. Mika s'implique également dans une campagne de lutte contre le harcèlement et l'intimidation en Italie : il s'agit d'une campagne de sensibilisation en collaboration avec Cartoon Network en Italie,.
Depuis 2015, Mika s'investit pour la cause des réfugiés. Il est retourné au Liban avec l'UNHCR pour passer du temps avec les réfugiés qui ont dû fuir leurs foyers à cause de la guerre. Mika soutient également l'association Imagine for Margo, qui collecte des fonds pour la recherche sur le cancer et aide les familles des enfants malades.
En août 2020, après la destruction du port et du centre-ville de Beyrouth, Mika écrit une lettre en l'honneur du peuple et du pays dans lequel il est né. Le 19 septembre, Mika organise un concert caritatif intitulé I love Beirut, qui permet de récolter un million d'euros. Les recettes de l’événement, auquel participent Kylie Minogue, Rufus Wainwright, Salma Hayek, Louane, Fanny Ardant ou encore Laura Pausini, sont reversées à la Croix-Rouge et à l'association Save the Children.
À l'occasion de Noël, Mika réaffirme son soutien à l'association Imagine for Margo dont il est le parrain et s'est rendu au service pédiatrique de l'Institut Curie pour offrir un concert nommé Do Ré Mika Sol aux enfants atteints par la maladie.
En février 2021, Mika s'associe avec la Mairie de Paris et la compagnie d'affichage publicitaire JC Decaux afin de lancer une campagne d'affichage d'œuvres d'arts nommée Mika redonne des couleurs à Paris. Le chanteur, accompagné de sa sœur Yasmine et de neuf autres artistes affichent à partir du 3 mars 2021 sur les colonnes Morris une multitude d'affiches inspirées de La Belle Époque aux couleurs criardes et aux slogans positifs afin de pallier la morosité engendrée par la crise sanitaire,
En mai 2021, dans une tribune publiée dans Le Monde sur la situation au Liban, il dénonce une « parodie de justice »[pourquoi ?] et appelle à agir.
Le 2 juin 2021, Mika annonce sur son compte Instagram la création d’un projet réalisé en partenariat avec le portail de recherche d'emploi Indeed[réf. nécessaire]. Son objectif est de célébrer le mois des fiertés et contribuer à promouvoir des environnements de travail plus inclusifs. Mika crée ainsi une playlist sur Spotify regroupant divers artistes mettant en avant le mouvement LGBT. L’événement prend fin le 24 juin, lorsque l'artiste organise un concert virtuel sur sa chaîne YouTube intitulé Soundrack of Empathy (Bande-son de l'empathie). Il y reprend notamment des titres phares comme Relax, Take It Easy ou We Are Golden et des chansons de son dernier album, My Name Is Michael Holbrook, à savoir Ice Cream et Tiny Love. Ce partenariat a permis de lever un nombre important de fonds : Indeed s'est engagé à verser un don de 40 000 dollars à la Born This Way Fondation, mais aussi de faire un don d'un dollar pour chaque vue engrangée par le concert virtuel pendant une durée de vingt-quatre heures, sur une limite fixée de 40 000 dollars. Grâce au succès du concert Soundrack of Empathy, la donation de 40 000 dollars a pu être atteinte.
Le 18 septembre 2024, il est annoncé Parrain pour le Téléthon qui a eu lieu du 29 au 30 novembre 2024

## Style vestimentaire
Depuis ses débuts, Mika se distingue par un style vestimentaire propre. Initialement, c'est sa mère qui lui confectionne ses habits, notamment ses tenues de scène. Mika utilise régulièrement des accessoires et des vêtements des collections du créateur belge Walter Van Beirendonck. Mika inspire également Christian Louboutin pour la réalisation d'une collection de chaussures pour hommes, ; il en porte régulièrement sur scène et dans la vie quotidienne.
En 2012, Mika collabore avec la marque italienne Lozza pour créer la collection de lunettes de soleil 2013 inspirée des années 1970 : Back from the 70's. Durant les directs de X-Factor Italie 2013, ainsi que les auditions à l'aveugle, les battles et l'épreuve ultime de The Voice en France, Mika porte des costumes créés spécialement pour lui par la marque italienne Moschino[source insuffisante]. En 2014, ce sont les créateurs de Valentino qui réalisent les costumes spécialement pour Mika, inspirés à la fois des collections de la maison de couture et de l'univers de l'artiste. Ces créations extravagantes, portées notamment lors des directs de The Voice France 2014 et X-Factor Italie 2014, attirent l'attention.
En 2023, Mika annonce sur son compte Instagram l'ouverture de son propre atelier en Italie, destiné notamment à confectionner ses tenues de scène.

## The Voice France
Mika intègre le télécrochet en 2014 en remplaçant Louis Bertignac. Il compte dans son équipe Kendji Girac, qui remporte l'émission cette année-là.
Lors de la saison 6, pendant une séquence, il se met dans les mêmes conditions que celles d'une audition à l'aveugle. Il interprète un de ses tubes phares, Grace Kelly.
Il est le coach gagnant de l'édition 2019 (saison 8). Sa finaliste Whitney est choisie par le public à 37,9 %. Il quitte l'émission à la fin de cette saison.
Mika a pu entendre trois fois ses chansons, interprétées par trois candidats lors des auditions à l'aveugle : Julie Erikssen a interprété Underwater en 2014, qui fera se retourner Florent Pagny et Jenifer ; puis le groupe Tectum a interprété Over My Shoulder en 2017, sans qu'aucun coach ne se retourne. Cependant, Mika les remercie pour cet hommage. Lors de la treizième saison en 2024, Gabriel Lobao fera se retourner les quatre coachs avec Over My Shoulder, avant de choisir Mika.
Le 19 juillet 2021, TF1 dévoile la première bande-annonce de The Voice All Stars, une nouvelle saison organisée à l'occasion des dix ans du programme. Celle-ci, se voulant différente des précédentes itérations, regroupera les coachs historiques de The Voice et The Voice Kids qui sont Florent Pagny, Zazie, Jenifer, Patrick Fiori et Mika.
Le 19 mai 2023, il revient pour une soirée de « Super Cross Battles » en tant que « Super Coach », puis participera en 2024 à la saison 13 de The Voice entouré des fameux coachs Zazie, Vianney ainsi que les rappeurs Bigflo et Oli.

## Vie privée
En plus de l'anglais, Mika parle couramment le français, l'espagnol et l'italien. Dans un entretien accordé en 2009 à The Chris Moyles Show sur BBC Radio 1, il déclare avoir pris des cours de chinois mandarin pendant neuf ans mais qu'il ne maîtrisait pas la langue ; il parle également un peu l'arabe dialectal libanais.
Au début de sa carrière, de nombreuses questions sur l'orientation sexuelle de Mika reviennent, mais il refuse de se prononcer sur le sujet. Dans un entretien en septembre 2009 dans Gay & Night, il indique : « Je ne me suis jamais étiqueté. Mais cela dit, je n'ai jamais limité ma vie, je n'ai jamais limité avec qui je couche… Appelez-moi tout ce que vous voulez. Appelez-moi bisexuel si vous avez besoin d'un terme pour moi. »
Quelques années plus tard, en août 2012, il se décrit comme gay : « Tu me demandes si je suis gay ? Je réponds oui. Tu me demandes si mes chansons parlent de relations avec les hommes ? Je dis oui. Et ce n'est qu'à travers ma musique que j'ai trouvé la force de composer avec ma sexualité au-delà du sujet de mes paroles. C'est ma vraie vie. » Lors d’un concert au Heaven à Londres, le 26 juillet 2012, il dédie la chanson éponyme de son troisième album, Origin of Love, « à l'homme qu'il aime ». De plus, à la suite de la sortie de son album Que ta tête fleurisse toujours, en 2023, il crée une chanson intitulée Moi, Andy et Paris, qui fait explicitement référence à sa relation amoureuse.
Lors du Festival de Sanremo 2017, il lance un appel pour l'égalité des droits : « La musique change les couleurs de mon âme. Grâce à la musique, je peux devenir bleu, jaune, vert, violet. C’est beau d’être de toutes les couleurs. Et si quelqu’un ne veut pas accepter toutes les couleurs du monde et pense qu’une couleur est meilleure et qu’elle devrait avoir plus de droits qu’une autre et qu’un arc-en-ciel est dangereux parce qu’il représente toutes les couleurs, c’est dommage pour lui, qu’il reste sans musique ! ».
Lors de l’émission Passage des arts, diffusée en octobre 2019, Mika dit pratiquer la méditation transcendantale.
Il dispose d'une triple nationalité : libanaise par sa naissance, américaine par son père, et britannique.

## Distinctions
En 2007, Mika gagne trois récompenses à la cérémonie des World Music Awards, c'est le maximum gagné par un artiste ; en outre, il est le premier artiste à avoir gagné trois World Music Awards en une année seulement.
En 2008, Mika reçoit le trophée de la révélation internationale de l'année aux NRJ Music Awards, et celui de la révélation britannique aux Brit Awards.
En 2010, Mika est nommé aux NRJ Music Awards dans la catégorie Artiste masculin international de l'année.
Lors du Midem 2010, le 25 janvier, il est décoré chevalier de l'ordre des Arts et des Lettres par le ministre de la Culture Frédéric Mitterrand,.
En 2012, Mika reçoit le trophée des NRJ Music Awards dans la catégorie « artiste masculin international de l'année » en concurrence avec Pitbull, Sean Paul et Enrique Iglesias. Son titre Elle me dit sera nommé dans la catégorie « Chanson originale de l'année » lors des Victoires de la musique le 3 mars 2012.
En 2024, l'album Que ta tête fleurisse toujours remporte le Purecharts Awards de l'« Album francophone de l'année ».

## Décorations
- Officier de l'ordre des Arts et des Lettres (2025)[119]
  - chevalier en 2010[115],[120]
- Grade argenté de l’ordre national du mérite du Liban (11 janvier 2021)[121].

## Télévision

### Juré dans des télé-crochets
- 2013-2015, 2020-2021 : X Factor Italia : saisons 7, 8, 9, 14 et 15
- 2013-2019, 2021, 2024 : The Voice France : saisons 3, 4, 5, 6, 7, 8, All Stars et 13.
- 2021 : Star Académie (Québec) : saison 6
- 2024: La Voz España

### Participations à d'autres émissions
- 2013 : La Boîte à musique des Enfoirés (TF1)
- 2015 : La Chanson de l'année (TF1) : il chante et danse avec Zazie Le Banana split et chante et danse Talk About You seul.
- 2016 : Quatre émissions Stasera casa Mika en première partie de soirée sur Rai 2 en tant que présentateur et chanteur. Présenté en italien, langue qu'il maîtrise parfaitement
- 2019 : La compagnia del cigno sur Rai 1 (en Italie)
- 2019 : Les 130 ans de la Tour Eiffel sur France 2 : Mika, accompagné de danseurs du Paradis latin, démarre avec sa chanson Relax l'émission[122].
- 2021 : Participant lors du second numéro de l'émission Canzone segreta sur Rai 1 (Italie)
- 2022 : Présentateur du 66e Concours Eurovision de la chanson avec Laura Pausini et Alessandro Cattelan.
- 2024 : Parrain du 38ème Téléthon le 29 et 30 Novembre
- 2024 : La Voz España (Antena 3)

## Filmographie

### Cinéma
- 2013 : Cadences obstinées (Lucio)
- 2014 : Le Prophète (voix de Mustafa)
- 2016 : Zoolander 2[123] (lui-même)

## Utilisation de ses chansons au cinéma et à la télévision
- 2007 : L'Âge d'homme... maintenant ou jamais ! : Relax (Take It Easy)
- 2007 : Intervilles (Carcassonne/Mont-de-Marsan) : Relax (Take It Easy) (techno remix) (épreuve du Corti's Club)
- 2007 : Gossip Girl : Happy Ending (Saison 1 épisode 6)
- 2008 : Jackpot : Grace Kelly
- 2009 : Gossip Girl : I See You (Saison 3 épisode 8)
- 2010 : The Good Wife: Any Other World
- 2010 : Kick-Ass, We Are Young
- 2010 : American Trip: Love Today
- 2010 : Le Voyage extraordinaire de Samy : Love Today
- 2011 : Bienvenue à Monte-Carlo ou Des vacances de princesse : Relax (Take it Easy), Blame it on the girls et Love Today
- 2012 : publicité Swatch : Underwater
- 2015 : Spy : Boum Boum Boum
- 2015 : Les Profs 2 : Any other world
- 2015 : Pitch Perfect 2 : Lollipop
- 2015 : publicité SNCF : Je chante (reprise de Charles Trenet)
- 2015 : Un bacio : Hurts - Remix
- 2016 : Befikre : Boum Boum Boum
- 2017 : Pitch Perfect 3
- 2018 : publicité Peugeot 108 : Love Today
- 2018 : publicités Pilot 100 ans : Celebrate
- 2019 : générique de La Compagnia del Cigno : Sound Of An Orchestra
- 2019 : Ibiza : Love Today
- 2022 : Anything's Possible : Who's Gonna Love Me Now